# Chetwynd
Chetwynd è una municipalità distrettuale del Canada, situata in Columbia Britannica, nel distretto regionale di Peace River.